# Estadio Municipal de Sidón
El Estadio Internacional de Sidón (en árabe: ملعب بيروت البلدي) es un estadio de usos múltiples localizado en la ciudad de Sidón (Distrito de Saida, Gobernación de Líbano Sur), la tercera ciudad del Líbano. El recinto fue construido para albergar una de las tres sedes de la Copa Asiática del año 2000. Tiene una capacidad aproximada para recibir hasta 22.600 espectadores.
Actualmente se utiliza sobre todo para los partidos de fútbol y es el estadio de todos los clubes de la ciudad que participan de la Liga Premier de Líbano, también es sede habitual de partidos de la Selección de fútbol del Líbano.

## Partidos en Copa Asiática 2000
| Fecha                 | Fase             | Equipo         | Resultado | Equipo     |
| --------------------- | ---------------- | -------------- | --------- | ---------- |
| 14 de octubre de 2000 | Primera fase     | Arabia Saudita | 1:4       | Japón      |
| 14 de octubre de 2000 | Primera fase     | Catar          | 1:1       | Uzbekistán |
| 17 de octubre de 2000 | Primera fase     | Japón          | 8:1       | Uzbekistán |
| 17 de octubre de 2000 | Primera fase     | Arabia Saudita | 0:0       | Catar      |
| 18 de octubre de 2000 | Primera fase     | Irán           | 1:0       | Irak       |
| 20 de octubre de 2000 | Primera fase     | Arabia Saudita | 5:0       | Uzbekistán |
| 23 de octubre de 2000 | Cuartos de final | China          | 3:1       | Catar      |